# 扈红英
扈红英 (约1972年—)，河北蠡县人，河北科技大学文法学院副教授，主要从事政治社会学、西方政治思想史、民族政治理论等方向的研究工作，著有《西方现代国家建构研究 : 自由主义与民族主义的视角》。扈红英曾在天津师范大学取得法学博士学位、在波士顿大学担任访问学者。